# Pina Menichelli
Giuseppa Iolanda Menichelli, bättre känd med sitt smeknamn Pina, född 10 januari 1890 i Castroreale, Sicilien, död 29 augusti 1984 i Milano, var en italiensk skådespelare med en framgångsrik karriär inom stumfilmen som bland annat resulterade i att hon i Italien räknas som en av filmens första divor.

## Biografi

### De tidiga åren
Pina Menichelli föddes i en sedan mitten av 1700-talet känd siciliansk teaterdynasti som dotter till två skådespelare, Cesare Menichelli och Francesca Malvica. Hon hade en äldre syster, Lilla, och två yngre syskon, Dora och Alfredo, vilka samtliga blev skådespelare. Pina gjorde tidigt scendebut i barnroller och anställdes 1907 av Irma Gramatica som var en etablerad stjärna med ett eget ambulerande teatersällskap som hon drev tillsammans med Flavio Andò. Under sällskapets turné till de italienska bosättningarna i Argentina 1908 träffade Menichelli sin blivande man, den i Buenos Aires bosatte napolitanske journalisten Libero Pica, och valde att stanna när sällskapet reste hem. Menichelli återvände till Italien 1912.

### Filmkarriären
Menichelli lyckades få ett kontrakt med det stora produktionsbolaget Cines och debuterade på filmduken 1913. Hon gjorde under ett par år några småroller i filmer av bland andra Enrico Guazzoni och en av dem, i Guazzonis film Scuola d'eroi, väckte visst intresse hos Giovanni Pastrone som var producent och regissör hos det konkurrerande filmbolaget Itala Film. Pastrone erbjöd henne ett kontrakt som hon accepterade och i och med övergången till Itala Film tog Menichellis karriär fart på allvar. Pastrones filmer var för tiden ofta tämligen vågade och det gällde inte minst Menichellis genombrottsfilm Elden. Filmen som baserades på en roman med samma namn av Gabriele D'Annunzio var färdig redan i slutet av 1915 och började visas i Spanien tre veckor före den officiella premiären i Italien (29 april 1916) där den fastnat i en upprörd censurbyråkrati, vilket bidrog till dess framgång. Efter denna film och uppståndelsen kring den var Menichelli ett etablerat namn hos filmpubliken. Nästa film, Tigre reale (1916), befäste hennes nyvunna position som en ledande "femme fatale" i stumfilmens värld. Dessa två filmer balanserade i likhet med några av hennes senare på gränsen för vad den dåtida filmcensuren kunde tillåta. Klart över den gränsen var tydligen Trecce d'oro (1917) som beslagtogs dagen före premiären och släpptes först tre år senare med den nya titeln L'olocausto, då så svårt stympad av censurens sax att varken kritiker eller publik fullt ut kunde förstå filmens handling.
Pastrone hade lanserat Menichelli som en sensuell och dekadent synderska av ungefär samma typ som ofta spelades av Lyda Borelli och Francesca Bertini. Den rollen fick hon axla i något olika varianter i många dramafilmer under 1910-talet, vanligen regisserade av antingen Gero Zambuto eller Eugenio Perego. Hon fick under sin tid i Itala Film inte prova någon annan typ av roll, vilket hon inte var helt nöjd med. Hon förnyade därför inte sitt kontrakt med Pastrone när det gick ut 1920 utan skrev i stället på för Rinascimento Film, ett bolag som ägdes av baronen Carlo Amato. Amato som hon inledde ett förhållande med övertalade henne att fortsätta i samma rollfack i de flesta av de filmer hon gjorde för hans bolag, vanligen regisserade av Amleto Palermi eller Telemaco Ruggeri. Mot slutet av karriären fick hon äntligen chansen att spela i ett par komedier och klarade enligt filmkritikerna det alldeles utmärkt men publiken uppskattade inte filmerna lika mycket. Menichelli hade emellertid inte för avsikt att återgå i sin tidigare rolltyp som hon ansåg ha blivit alltför klichéartad. Den italienska filmindustrin kom ungefär samtidigt in i en djup kris som varade ca 1924–28 och det var under dessa år svårt att få finansiering till några filmer överhuvudtaget, än mindre till sådana som inte kunde förväntas vinna publikens gillande. Menichelli valde i detta läge att avsluta karriären när hennes kontrakt med Rinascimento Film gick ut 1925.

### Privatlivet
Pina Menichelli ingick sitt första äktenskap 1909 med Libero Pica som hon träffat under ett besök i Buenos Aires. Paret fick tre barn, den första en dotter som föddes 1909 men dog i späd ålder. Därefter föddes 1910 sonen Manolo, och 1912 dottern Cesarina. Samlivet varade endast till 1912 då Menichelli under sin tredje graviditet lämnade Pica och reste tillbaka till Italien men paret förblev formellt gifta till Picas död 1924. Därefter gifte hon omgående om sig med sin producent Carlo Amato. Menichelli återvände aldrig till offentligheten och dog obemärkt i Milano 1984 vid en ålder av 94 år.